# Шилов Олексій Олексійович
Олексій Олексійович Шилов (25 серпня 1881, Санкт-Петербург, Російська імперія — 6 січня 1942, Ленінград, СРСР) — російський і радянський археограф, бібліограф та історик.

## Життєпис
Народився 25 серпня 1881 року в Санкт-Петербурзі. У 1899 році вступив на історико-філологічний факультет Імператорського Санкт-Петербургського університету, який він закінчив у 1904 році. Після закінчення університету був прийнятий на роботу в Бібліотеку Російської академії наук, де працював у рукописному відділі. У 1917 році брав активну участь в організації Російської комуністичної партії, згодом працював помічником секретаря палати. У 1918 році заснував і відкрив Петроградський Історико-революційний архів.
Помер 6 січня 1942 року в Ленінграді.

## Наукові праці
Основні наукові роботи присвячені бібліотекознавству. Автор понад 130 наукових праць.
Упорядник 3-х томів словника «Деятели революционного движения в России».